# Burgundija (francuska regija 1982. – 2015.)
Burgundija (fra. Bourgogne) je bivša (1982. – 2015.) francuska regija, koja se sastojala od četiri departmana: Yonne (89), Côte-d'Or (21), Nièvre (58) i Saône-et-Loire (71). U ovoj regiji živi više od 1,6 milijuna stanovnika na površini od 31.582 km2. Burgundija je dobila naziv po bivšoj Kraljevini Burgundiji (Royaume de Burgondie).

## Povijest
Burgundi su germanski narod koji je svojim doseljavanjem na ove prostore popunio praznu zemlju nakon raspada Zapadnog Rimskog Carstva. Potječu s otoka zvanog Burgundaholm (danas Bornholm u Danskoj). Stalni ratovi s ostacima Rimskoga Carstva te nadolazećim Hunima i Francima rezultirali su padom ove kraljevine 534. Tada su Franci porazili Godomara, posljednjeg burgundskog kralja.
Nakon ove bitke Burgundiju je potpuno asimiliralo Franačko carstvo i godine 880., kada se francuska vladarska dinastija učvrstila, postojale su tri Burgundije podijeljene između raznih država: Kraljevina Gornja Burgundija, oko Ženevskog jezera (Švicarska); Kraljevina Donja Burgundija, u Provansi; te Vojvodstvo Burgundija, u sastavu Franačke. Dva kraljevstva su se ujedinila 937. i ušla u sastav Svetog Rimskog Carstva. 
Tijekom Stogodišnjeg rata francuski kralj Ivan II. dao je svom mlađem sinu Burgundiju u nasljeđe. Nakon toga Burgundija je, zahvaljujući povoljnom zemljopisnom položaju, ekonomski i vojno ojačala, što je omogućilo vojvodama da stvore državu od Švicarske do Sjevernog mora. Tako velika i jaka država postala je prijetnja Francuskoj pa su vojvode pomagali Engleze u nadi da će dobiti krunu. U tom savezu Burgundi su 1430. zarobili Ivanu Orleansku i spalili je na lomači. U tim vremenima dvor u Dijonu zasjenio je pariški dvor i po bogatstvu i po kulturi. 
Krajem 15. i početkom 16. stoljeća Burgundija je postala baza za uspon Habsburgovaca kada je Maksimilijan Habsburški oženio vojvodinu kćer i nasljednicu. Posljednji vojvoda Karlo Smjeli poginuo je 1477. u bici s Francuzima pa je veći dio uže Burgundije pao pod francusku vlast. Karlova kći Marija i njen muž Maksimilijan upravljali su ostacima države iz Bruxellesa. Posljednje teritorije Burgundije prisvojila je Francuska Mirom u Nijmegenu 1678.

## Zemljopis
Burgundija je pretežno ravničarska zemlja s uzvišenjima u središnjem dijelu. Kao takva pogodna je za uzgoj poljoprivrednih kultura, a najviše grožđa za proizvodnju vina. Burgundski kanal spaja rijeke Seinu i Rhonu u dužini od 249 km omogućujući brodovima da iz Sredozemnog mora plove do Sjevernog mora. Građen je od 1765. do 1832.godine.
Današnja Burgundija ne odgovara u potpunosti povijesnoj provinciji Burgundiji. Sjeverna polovica departmana Yonne nije bila u sastavu Burgundije nego je bila granično područje između pokrajina Champagne, Île-de-France i Orléanais u različitim povijesnim razdobljima.

## Gospodarstvo
Burgundska poljoprivreda je dinamična, snažna i specijalizirana: žitarice se uzgajaju većinom u departmanima Yonne i Côte-d'Or, a vinogradarstvo je razvijeno u mjestima Côtes de Beaune, Nuits, Hautes-Côtes, Côte Chalonnaise, Mâconnais, Beaujolais i dr.
Industrija koja se razvila u 19. stoljeću (ugljen u Montceau-les-Mines, rudnici u La Machine), dobila je novi zamah poslije 1945., posebice u dolini Saône (Mâcon, Chalon-sur-Saône), u Dijonu i departmanu Yonne, te nije proživjela krizu.
Burgundska vina (burgundinci) su pretežno bijela, a jedino vina klase Chardonnay, Pinot Noir ili Pinot Blanc se smatraju pravim burgundskim vinima. Najbolji primjerci su vina klase Chardonnay i Pinot Noir, ali su malobrojni primjerci klase Beaujolais iz 18. i 19. stoljeća dostizali veoma visoke cijene na tržištu (50.000 $ po boci). Burgundska vina su specifičnog ukusa, pomalo sladunjava i ne baš posebnog izgleda, ali su izuzetno skupa i tražena zbog male proizvodnje i povijesnog značaja ove regije. 

## Stanovništvo
Burgundija nije gusto naseljena i nema veliku stopu ni emigracije ni imigracije. U imigracijskom smislu privlači većinom starije ljude.

## Administracija
Na izborima 2004. na vlast je došla Lijeva koalicija PS - PCF - Les Verts - PRG (Socijalisti, Komunisti, Zeleni i Radikalna Lijeva Stranka)

## Vanjske poveznice
- Službena stranica regionalnog vijeća
- Turizam u Burgundiji
- Stranica o burgundijskim vinima

|  | Portal Francuske – Pristup člancima s tematikom o Francuskoj. |